# Protoptila bicornuta
Protoptila bicornuta là một loài Trichoptera trong họ Glossosomatidae. Chúng phân bố ở vùng Tân nhiệt đới.